# Kuwait Football Association
Die Kuwait Football Association (arabisch الاتحاد الكويتي لكرة القدم, DMG al-Ittiḥād al-kuwaitī li-kurat al-qadam) ist der kuwaitische Fußballverband. Dieser wurde im Jahr 1952 gegründet und trat im Jahr 1964 sowohl der FIFA als auch der AFC bei. Seit dem Jahr 2007 wurde der Verband mehrfach von der FIFA suspendiert.

## Geschichte
Nach der Gründung im Jahr 1952 wurde, nach dem Eintritt in FIFA und AFC folgte noch 1976 der Beitritt zur UAFA, als auch 2010 zur WAFF. Zuletzt trat der Verband noch 2016 dem Arabischen Golfverband bei.
Eine Nationalmannschaft gibt es bereits seit dem Jahr 1961. Ab der Saison 1961/62 richtete der Verband eine nationale Liga aus. Zu dieser kam ab der Spielzeit 1965/66 noch zweitklassige Liga. Die beiden Ligen wurden immer wieder zusammengefasst und in mehreren Modi gespielt. Zurzeit werden beide jedoch wieder parallel zueinander ausgespielt. Zusätzlich dazu gibt es immer auch einen oder mehrere laufende Pokalwettbewerbe. Zurzeit ist dies der Crown Prince Cup, der Federation Cup und der Emir Cup.

## Suspendierungen durch die FIFA
Entgegen der Forderung von FIFA und AFC mischte sich die kuwaitische Behörde für Jugend und Sport erneut in Vorstandswahlen des Verbands ein, da dieses einen Bruch der Entscheidung des FIFA-Exekutivkomitees vom Mai 2007 darstellte, empfahl das Komitee die Mitgliedschaft des Verbandes auszusetzen. Nur ein paar Tage danach trat der Vorstand des Verbandes geschlossen zurück. Daraufhin nahm die FIFA die Suspendierung zurück. Diese Entscheidung wurde beibehalten und auch auf dem FIFA-Kongress im Jahr 2009 noch einmal bekräftigt, um dem Verband die Möglichkeit zu einer unabhängigen Wahl zu geben. Ansonsten würde der Verband sofort wieder suspendiert werden. Die Situation sollte jedoch weiter beobachtet werden.
Am 16. Oktober 2015 gab die FIFA bekannt, dass der Verband erneut suspendiert wird. Dies geschah, nachdem bei einem Treffen des Exekutivkomitee vom 24. bis 25. September der Verband vorgewarnt wurde, ohne eine Änderung seines Sportgesetzes, eine Aussetzung seiner Mitgliedschaft zu provozieren. Somit mussten nun auch alle nationalen Auswahlmannschaften und Klubs die in internationalen Wettbewerben derzeit aktiv mitspielten zurückgezogen werden. Der Verband versuchte diese auf dem FIFA-Kongress im Mai 2016 aufzuheben, dies wurde jedoch zurückgewiesen. Nachdem das nationale Parlament ein neues Gesetz beschlossen hatte, welches die Einmischung des Staates in die Sportverbände verhindern soll, wurde von der FIFA die Suspendierung wieder aufgehoben. Dadurch wurde unter anderem auch die Teilnahme der Nationalmannschaft an der Asienmeisterschaft 2019 verhindert, für die sich die Mannschaft ohne die Suspendierung qualifiziert hätte.